# Локнея
Локнея (бел. Лакнея) — река в Белоруссии, правый приток Случи. Протекает в Копыльском и Слуцком районах Минской области.
Длина реки — 36 км. Площадь водосбора 274 км². Среднегодовой расход воды в устье 1,2 м³/с. Средний наклон водной поверхности 0,5 ‰.
Исток реки у деревни Сунаи в Копыльском районе, в среднем течении река перетекает в Слуцкий район. Генеральное направление течения — юг, в нижнем течении — юго-восток и восток.
Река принимает сток из каналов мелиоративной сети. Протекает в пределах Слуцкой равнины по безлесой местности. Долина реки хорошо выраженная, слабоизвилистая, преимущественно трапециевидная, шириной 1-1,5 км. Русло канализировано, его ширина 4-7 м.
Основной приток — река Ужанка (правый).
На берегах реки стоит несколько деревень — Трухановичи, Староселье, Дубейки, Конюхи, Мусичи, Клешево, Летковщина, Браново, Подлипцы, Безверховичи, Ивановские Огородники, Маглыши, Большое Журово.
Впадает в Случь у деревень Клепчаны и Новодворцы, фактически являющиеся южными пригородами Слуцка.